# Le Défi de César
Le Défi de César (vertaling De Uitdaging van Caesar) is een attractie in Parc Asterix.
De attractie is een madhouse. De attractie werd op 5 april 2008 geopend. Het verhaal achter de attractie is dat Julius Caesar de bezoekers rekruteert om het Gallische dorp aan te vallen. Na een mislukte poging (voorshows) wordt de bezoeker ingescheept om naar het Gallische dorp gestuurd te worden. Via digitale ramen ziet de bezoeker de zee, waardoor de illusie gewekt wordt dat ze echt op een galei zitten. Dan wordt de galei omvergeduwd door Asterix en Obelix, waardoor de boot heen en weer draait.

## Korte geschiedenis
Het attractietype madhouse werd ontwikkeld samen met Vekoma en de Efteling. Uit deze samenwerking resulteerde de madhouse Villa Volta in de Efteling en de huidige madhousetechniek zoals we die vandaag de dag kennen. Later is ook de fabrikant Mack madhouses gaan bouwen. 
Afbeeldingen · Lijst van attracties